# Karl von Ribbentrop
Karl Barthold Siegmund Ribbentrop, seit 1884 von Ribbentrop (* 19. Mai 1822 auf der Domäne Wasserleben (Kreis Wernigerode); † 10. Oktober 1893 in Naumburg (Saale)) war ein preußischer Generalleutnant und Inspekteur der 2. Fußartillerie-Inspektion.

## Leben

### Herkunft
Karl war ein Sohn des gleichnamigen preußischen Oberamtmanns und Pächters der Domäne Hornburg am Fallstein Karl Ribbontrop (1772–1847) und dessen Ehefrau Eleonore, geborene Ribbentrop (1784–1844). Sein Bruder Friedrich Christian Heinrich (1819–1863) war ein Anhänger von Hegel und starb als Missionar in Indien.

### Militärkarriere
Ribbentrop besuchte das Domgymnasium in Halberstadt und das Berliner Kadettenhaus. Anschließend wurde er am 8. August 1839 als Sekondeleutnant der Garde-Artillerie-Brigade der Preußischen Armee aggregiert. Zur weiteren Ausbildung absolvierte er von Oktober 1840 bis September 1841 die Vereinigte Artillerie- und Ingenieurschule, wurde am 30. November 1841 mit Patent vom 29. September 1838 zum Artillerieoffizier ernannt und am 25. März 1843 in seinen Verband einrangiert. Von 1844 bis 1846 war er zur Versuchsabteilung der Artillerieprüfungskommission kommandiert. Im März 1848 nahm Ribbentrop an der Niederschlagung der revolutionären Unruhen in Berlin teil und fungierte bis 1852 als Adjutant der III. Abteilung. Ribbentrop stieg bis Anfang Juni 1856 zum Hauptmann auf, wurde im Jahr darauf Führer des Versuchskommandos bei der Artillerieprüfungskommission und am 1. Mai 1858 Batteriechef. Unter Stellung à la suite folgte am 8. Juni 1859 seine Kommandierung zur kombinierten Festungsartillerie-Abteilung. Daran schloss sich am 1. Juli 1860 eine Verwendung als Batteriechef in der Magdeburgischen Artillerie-Brigade Nr. 4 an, bis er in gleicher Eigenschaft am 9. Mai 1862 in die Garde-Artillerie-Brigade zurückkehrte.
Während des Deutsch-Dänischen Krieges kämpfte Ribbentrop 1864 bei Fredericia, nahm am Sturm auf die Düppeler Schanzen und dem Übergang nach Alsen teil. Dafür wurde er mit dem Roten Adlerorden IV. Klasse mit Schwertern sowie am 7. Juni 1864 mit dem Orden Pour le Mérite und dem Österreichischen Leopold-Orden III. Klasse mit Kriegsdekoration ausgezeichnet. Nach dem Krieg wurde er Vorstand des Artilleriedepots in Berlin und am 20. Mai 1865 mit der Uniform der Garde-Artillerie-Brigade zum Major befördert. Zugleich war Ribbentrop ab Juni 1865 auch als Mitglied der Prüfungskommission für Premierleutnants der Artillerie tätig. Unter Belassung in seinem Kommando wurde er am 15. März 1866 in das Garde-Festungsartillerie-Regiment versetzt und am 2. August 1867 unter Stellung à la suite des Regiments als Lehrer an die Artillerie-Schießschule komnmandiert. Am 22. März 1868 zum Oberstleutnant befördert, wurde er am 4. September 1869 zum Direktor der Artillerie-Schießschule ernannt.
Während des Krieges gegen Frankreich war Ribbentrop 1870/71 erster Artillerieoffizier beim Gouvernement der Küstenländer unter General Vogel von Falckenstein. Nach dem Krieg kehrte er am 22. April 1871 als Direktor an die Artillerie-Schießschule zurück, wurde Mitte August Oberst und erhielt Ende September 1871 den Rang sowie die Gebührnisse eines Regimentskommandeurs. Kurz darauf – am 18. Oktober 1871 – wurde er Kommandeur des Garde-Festungsartillerie-Regiments. Am 6. Januar 1872 wurde er zur Artillerie-Abteilung in das Kriegsministerium kommandiert und einen Monat später trat Ribbentrop aus der Prüfungskommission für Premierleutnant zurück. Am 20. Juni 1872 erfolgte seine Ernennung zum Chef der technischen Abteilung für Artillerieangelegenheiten im Kriegsministerium. Außerdem wurde er unter Stellung à la suite des Kriegsministeriums am 9. Juni 1874 mit dem Rang und den Gebührnissen eines Brigadekommandeurs Präses der Artillerieprüfungskommission. Am 2. November 1875 bekam er wieder eine Feldverwendung und wurde als Kommandeur in die 1. Feldartillerie-Brigade versetzt. Dort wurde er am 30. Dezember 1875 zum Generalmajor befördert und am 13. März 1877 als Kommandeur in die 4. Feldartillerie-Brigade versetzt. Mit der Beförderung zum Generalleutnant wurde Ribbentrop am 21. Mai 1881 Inspekteur der 2. Fußartillerie-Inspektion. In dieser Eigenschaft erhielt er anlässlich des Ordensfestes im Januar 1884 den Stern zum Roten Adlerorden II. Klasse mit Eichenlaub und Schwertern am Ringe. In Anerkennung seiner im Krieg wie im Frieden gut und treu geleisteten Dienste wurde Ribbentrop am 3. Juni 1884 durch Kaiser Wilhelm I. in den erblichen preußischen Adelstand erhoben und zugleich mit Pension zur Disposition gestellt.
Er starb am 10. Oktober 1893 in Naumburg an der Saale und wurde auch dort beigesetzt.

### Familie
Ribbentrop heiratete am 12. Juni 1857 in Berlin Elisabeth Klemm (1827–1907), eine Tochter des Kommerzienrates und Kaufmanns Karl Wilhelm Klemm. Das Paar hatte mehrere Kinder:
- Eleonore (* 1858) ⚭ Hans Kretschmer, preußischer Major a. D.
- Gertrud (1863–1943), adoptiert 1925 Joachim Ribbentrop, später Außenminister des Deutschen Reiches
- Siegfried (1866–1944), preußischer Hauptmann an der Kriegsschule in Metz ⚭ 1914 Maria Ceru (* 1884)